# Davide Martini
Davide Martini (Benevento, Italia, 7 de mayo de 1981) es un médico y escritor italiano radicado en España.
Tras la educación básica, se trasladó a Roma, donde ingresó en la universidad y se licenció en Medicina y Cirugía. Tras unos años dedicados a la cooperación internacional en Jordania y Francia, se estableció en Madrid en 2010, donde ejerce la medicina (en la especialidad de Pediatría).
Como autor literario, ha publicado cuentos y una novela, en los que repetidamente ha abordado temáticas homosexuales.

## Obra literaria
Participó en las antologías de relatos de literatura homosexual Men on Men 4 y Men on men 5, ambas editadas por Mondadori y coordinadas por el periodista y escritor Daniele Scalise. 
Su primera novela, 49 gol spettacolari, se publicó en Italia en 2013, en la editorial Playground. Se trata de una historia de amor entre adolescentes, en la que se cuenta su primer enamoramiento. Esta novela fue traducida al español con el título 49 goles espectaculares y publicada por la Editorial Dos Bigotes en 2015. En ella la crítica vio ecos de Maurice de E. M. Forster. El autor también cita como fuentes de inspiración los libros El guardián entre el centeno de Salinger, Jane Eyre de Charlotte Brontë, Miedo a volar de Erica Jong y las obras de Rimbaud, Raymond Radiguet y Proust.

### Premios
Sendos cuentos suyos merecieron premios del Fondo Alberto Moravia (por un relato sobre la ciudad de Roma) y del Museo della Resistenza di Ca’ Malanca (por un relato sobre la Resistencia italiana).